# Firá
Firá (en griego: Φηρά) es la localidad principal de la isla de Santorini, en las Cícladas, Egeo Meridional, Grecia. Situada a 206 m s. n. m., en 2014 contaba con 2376 habitantes.
Fira es una ciudad de casas encaladas construidas en el borde de la caldera de 400 metros de altura en el borde occidental de la isla semicircular de Thera. Los dos principales museos de interés son el Museo Arqueológico de Tera, a 30 metros al este de la entrada del teleférico, y el Museo de Prehistoria de Tera en la esquina sureste de la Catedral Ortodoxa Blanca de Ypapanti, construida en el sitio de una iglesia anterior destruida en el terremoto de Amorgos de 1956. La ciudad también alberga varias iglesias, incluida la Catedral de Ypapanti y las Tres Campanas de Fira.

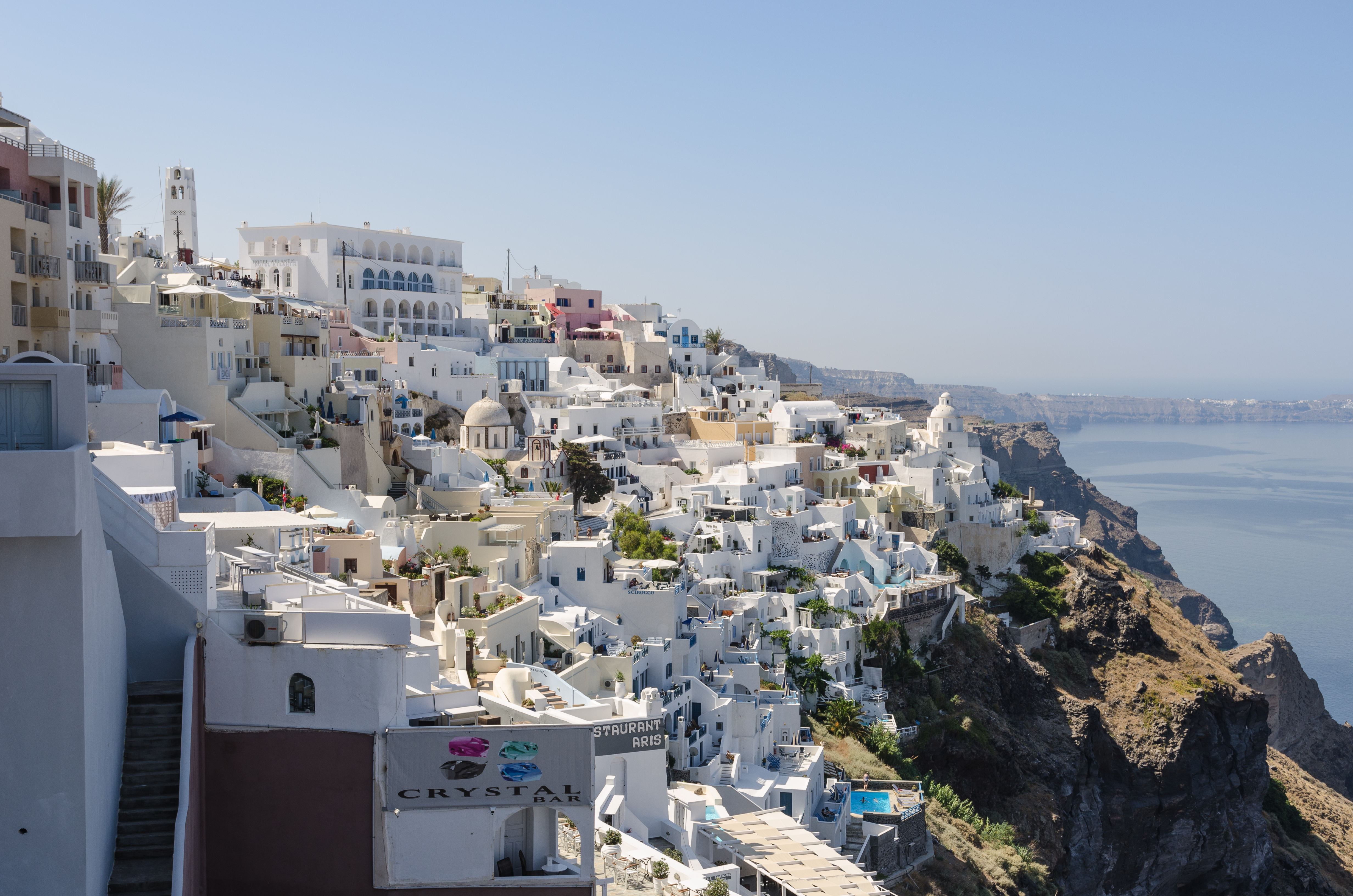
Vista de Fira, en la cima de la caldera Santorini colapsada.

El acceso a Fira se realiza principalmente por carretera en su lado oriental, subiendo desde su puerto por el sendero en zigzag a pie o en burro, o en el empinado teleférico desde su terminal inferior junto al puerto. La plaza central de Fira se llama Plateia Theotokopoulou , con una estación de autobuses y taxis, bancos y farmacias.
Desde Fira se puede disfrutar de una vista panorámica de la caldera de 18 kilómetros de longitud, desde el sur del cabo Akrotiri hasta el norte del cabo Ag. Nikolaos, además de la isla volcánica de Nea Kameni en el centro con la isla de Thirassia. Grandes cruceros de pasajeros anclan en el pequeño puerto entre Nea Kameni y Fira.